# 久尼基夫
49°27′22″N 29°26′13″E / 49.45611°N 29.43694°E
久尼基夫（烏克蘭語：Дзюньків），是烏克蘭的村落，位於該國西南部文尼察州，由文尼察區負責管轄，始建於1390年，面積0.37平方公里，海拔高度224米，2022年人口1,100，人口密度每平方公里3,594.59人。